# Alocasia miniuscula
Alocasia miniuscula är en kallaväxtart som beskrevs av Alistair Hay. Alocasia miniuscula ingår i släktet Alocasia och familjen kallaväxter. Inga underarter finns listade.